# Benoît de Pologne
Benoît de Pologne (en latin: Benedictus Polonus, polonais Benedykt Polak) (ca. 1200 – ca. 1280) était un moine franciscain polonais, voyageur.
Il a accompagné Jean de Plan Carpin dans son voyage en tant que délégué du pape Innocent IV auprès du Grand Khan de l'Empire mongol en 1245-1247. 
On sait peu sur la vie de Benoît au-delà du récit du voyage. Le monastère franciscain de Breslau où il résidait fut le premier arrêt important de la mission de Jean de Plan Carpin après son départ de Lyon en avril 1245. Benoît qui parlait le vieux slave a été choisi comme interprète pour accompagner la mission. 
Il est l'auteur du mémoire De Itinere Fratrum Minorum ad Tartaros (Sur le voyage des frères franciscains vers les Tartares), édité en latin par Marie-Armand d'Avezac en 1838 en appendice de l’édition de la Relation des Mongols ou Tartares par le frère Jean du Plan de Carpin. 
Édition en latin